# Re-ac-tor
| Recensione     | Giudizio |
| -------------- | -------- |
| AllMusic       |          |
| Pitchfork      |          |
| Piero Scaruffi |          |

Re-ac-tor è un album discografico del 1981 di Neil Young. Qui inizia il tormentato percorso del musicista con dischi molto sorprendenti per i fan tradizionali, in quanto pieni di sperimentazioni spesso non gradite da pubblico e critica. L'album segna l'inizio da parte di Young dell'utilizzo del Synclavier che sarebbe stato presente in maniera massiccia nei suoi successivi dischi, come Trans (1982) e Landing on Water (1986).
L'album non ebbe una grossa considerazione da parte di critica e pubblico: la stessa Reprise non ristamperà l'album in CD fino al 2003.

## Il disco
Inciso in un periodo in cui Neil Young è completamente impegnato nel recupero del figlio Ben, affetto da paralisi cerebrale, l'album viene influenzato da ciò, soprattutto dal punto di vista musicale, strumentale e dei contenuti testuali. Il disco presenta sonorità molto "hard rock" con brani veloci dai duri riff ripetuti ossessivamente su testi spesso enigmatici. Il semplicistico, estenuante sound delle canzoni può essere visto come la continuazione stilistica di pezzi influenzati dal punk presenti in Rust Never Sleeps come Sedan Delivery.
La stessa frase presente nel retro (traduzione latina della Preghiera della Serenità: Deus, dona mihi serenitatem accipere res quae non possum mutare, fortitudinem mutare res quae possum, at
que sapientiam differentiam cognoscere), indica chiaramente lo stato d'animo del cantautore canadese.

### Registrazione
In fase di registrazione dell'album, si presenta un Neil Young completamente distratto dai suoi problemi familiari e che sembra faccia tutto volutamente con sufficienza senza curarsi più di tanto di testi e arrangiamenti, lo dimostra la lunga T-bone, una canzone che pare una presa in giro dell'ascoltatore con lo stesso ritmo e lo stesso verso («Ho il purè di patate / Non ho la bistecca») ripetuti all'infinito. Il suono dell'album in generale risulta molto metallico pieno di feedback e distorsioni con le canzoni piene di effetti bizzarri (come il cantato balbettato e rumori strani).
Una testimonianza di Sampedro, anni dopo, rafforza questa impressione; il chitarrista dei Crazy Horse infatti conferma che i pezzi dell'album erano per la maggior parte incompleti in fase di registrazione, da cui i vari riempitivi: battiti di mani, suoni percussivi con pezzi di metallo e tamburelli. Queste ultime caratteristiche rendono unico il suono dell'album, che in caso contrario sarebbe una copia un po' più aggressiva di album quali Everybody Knows This Is Nowhere e Zuma.
Tra i pezzi dell'album degni di nota: "Southern Pacific", che è il brano più orecchiabile dell'album (e che uscì anche come singolo) e Shots, la "cavalcata" finale con sottofondo di mitra, composta già nel 1978.

### Testi
I testi dell'album, contrariamente alle abitudini di Neil stranamente molto lineari, sembrano analizzare una specie di "crisi di mezza età" del cantautore canadese, che nel 1981 si doveva contrapporre ai nuovi fenomeni musicali del punk e della new wave, non accettando che il nuovo sconfiggesse il vecchio solo in base alle proprie caratteristiche di novità. Per cui in Southern Pacific: "Mr. Jones, dobbiamo sbarazzarci di te. È la politica della compagnia. Ora tu hai una pensione" e "Ho fatto il mio tempo. Ora mi lasciano rotolare giù per il declivio". Oppure sempre in metafora la contrapposizione della propria vecchia macchina con le nuove macchine giapponesi (in Motor City). E in Rapid Transit: "No ai rocchettari dell'onda. Ogni onda è nuova finché non si infrange". In Shots ritorna il solito Neil Young enigmatico, poetico ed evocativo, con parole che sembrano voler dire molto di più di quello che alla lettera possono significare.

## Tracce

### LP
Lato A
Testi e musiche di Neil Young.
1. Opera Star – 3:32
2. Surfer Joe and Moe the Sleaze – 4:15
3. T-Bone – 9:14
4. Get Back on It – 2:16

Lato B
Testi e musiche di Neil Young.
1. Southern Pacific – 4:08
2. Motor City – 3:11
3. Rapid Transit – 4:36
4. Shots – 7:41

## Formazione
- Neil Young: chitarra, pianoforte, voce
- Crazy Horse:
  - Frank Sampedro: chitarra, sintetizzatore stringman, voce
  - Billy Talbot: basso, voce
  - Ralph Molina: batteria, percussioni, voce